# 西厂门街道
西厂门街道曾是中国江苏省南京市六合区下属的一个街道，2012年8月西厂门街道、卸甲甸街道、山潘街道合并为大厂街道。西厂门街道位于六合区东南部，东临长江、北至马叉河，总面积8.4平方公里，人口3.8万人。

## 行政区划
西厂门街道下辖以下地区：

小营子社区、新华一村社区、周洼新村社区、凤西路社区、太子山社区、新华七村社区和新华四村社区。